# Tabanus ventriflavimarginatus
Tabanus ventriflavimarginatus är en tvåvingeart som beskrevs av Schuurmans Stekhoven 1926. Tabanus ventriflavimarginatus ingår i släktet Tabanus och familjen bromsar. Inga underarter finns listade i Catalogue of Life.